# Vipio longicaudis
Vipio longicaudis är en stekelart som beskrevs av Cameron 1906. Vipio longicaudis ingår i släktet Vipio och familjen bracksteklar. Inga underarter finns listade i Catalogue of Life.